# Marcelo Alejandro Cuenca Revuelta
Marcelo Alejandro Cuenca Revuelta (Córdoba, 18 maggio 1954) è un vescovo cattolico argentino, dal 20 marzo 2021 vescovo emerito di Alto Valle del Río Negro.

## Biografia
Marcelo Alejandro Cuenca Revuelta è nato a Córdoba il 18 maggio 1954.

### Formazione e ministero sacerdotale
Ha ottenuto il titolo di ingegnere civile con medaglia d'oro presso l'Università nazionale di Córdoba e poi è entrato nel seminario maggiore della stessa città. Nel 1986 ha frequentato alcuni corsi di catechetica e Bibbia presso la sede del Consiglio episcopale latinoamericano di Medellín.
L'8 dicembre 1983 è stato ordinato presbitero per l'arcidiocesi di Córdoba dal cardinale Raúl Primatesta. In seguito è stato amministratore parrocchiale nel 1984; parroco dal 1985 al 1989; delegato episcopale per la catechesi dal 1985 al 1992; ausiliare del vicario episcopale della vicaria della campagna di Córdoba dal 1989 al 1990; parroco della parrocchia del Cristo Redentore dal 1991 al 2008; confessore nel seminario maggiore di Córdoba; delegato episcopale per la famiglia; vicario economo per sei anni; assistente ecclesiastico diocesano dell'Azione Cattolica, del Movimento Famigliare Cristiano, di Comunione e Liberazione e delle équipe di Notre Dame e parroco della parrocchia della Madre di Dio e San Giuseppe a Villa del Dique dal 2009 al 2010.
È stato anche membro del consiglio presbiterale dal 1985 al 2003.

### Ministero episcopale
Il 10 febbraio 2010 papa Benedetto XVI lo ha nominato vescovo di Alto Valle del Río Negro. Ha ricevuto l'ordinazione episcopale il 25 marzo successivo nella cattedrale dell'Assunzione di Maria Vergine a Córdoba dall'arcivescovo Adriano Bernardini, nunzio apostolico in Argentina, co-consacranti l'arcivescovo metropolita di Córdoba Carlos José Ñáñez e il vescovo di Puerto Iguazú Marcelo Raúl Martorell. Ha preso possesso della diocesi l'11 aprile successivo con una cerimonia nella cattedrale di Nostra Signora del Carmine a General Roca.
Nel maggio del 2019 ha compiuto la visita ad limina.
È stato accusato di avere accolto in diocesi un sacerdote che nel 2014 è stato condannato dalla Chiesa per abusi contro una giovane. Monsignor Cuenca si è difeso dicendo che conosceva il chierico in questione da molti anni e che sapeva quale era il suo operato. È stato anche criticato per avere nascosto i dettagli del trasferimento di un altro sacerdote in seguito condannato a otto anni di carcere per abusi nei confronti di un bambino. Nel 2020 in diocesi è stato inviato un visitatore apostolico nella persona di monsignor Alessandro Carmelo Ruffinoni, vescovo emerito di Caxias do Sul.
Il 20 marzo 2021 papa Francesco ha accettato la sua rinuncia al governo pastorale della diocesi.

## Genealogia episcopale
La genealogia episcopale è:
- Cardinale Scipione Rebiba
- Cardinale Giulio Antonio Santori
- Cardinale Girolamo Bernerio, O.P.
- Arcivescovo Galeazzo Sanvitale
- Cardinale Ludovico Ludovisi
- Cardinale Luigi Caetani
- Cardinale Ulderico Carpegna
- Cardinale Paluzzo Paluzzi Altieri degli Albertoni
- Papa Benedetto XIII
- Papa Benedetto XIV
- Papa Clemente XIII
- Cardinale Marcantonio Colonna
- Cardinale Giacinto Sigismondo Gerdil, B.
- Cardinale Giulio Maria della Somaglia
- Cardinale Carlo Odescalchi, S.I.
- Vescovo Eugène de Mazenod, O.M.I.
- Cardinale Joseph Hippolyte Guibert, O.M.I.
- Cardinale François-Marie-Benjamin Richard de la Vergne
- Cardinale Pietro Gasparri
- Cardinale Clemente Micara
- Cardinale Antonio Samorè
- Cardinale Angelo Sodano
- Arcivescovo Adriano Bernardini
- Vescovo Marcelo Alejandro Cuenca Revuelta